# Nadey Hakim
Nadey Hakim, né le 9 avril 1958, est un chirurgien libano-britannique, lauréat de la Faculté de médecine de Paris[réf. nécessaire].

## Biographie
Nadey Hakim est un médecin, chirurgien et auteur prolifique. Il est directeur chirurgical de l'Unité de greffe de l'Hôpital Imperial College Healthcare de Londres. 
Il a obtenu son doctorat en médecine de l'université Paris-Descartes, Faculté de médecine Cochin Port-Royal et a été Lauréat de la Faculté de médecine de Paris. Sa formation chirurgicale a été faite a l'Hôpital Guy's de Londres. Il a obtenu un Ph.D. de University College London. Il a aussi complété un Fellowship en chirurgie gastro-intestinale[Quoi ?] à la clinique Mayo et un Fellowship en transplantation à l'université du Minnesota. 
Il a publié plus de 150 articles et a écrit 23 livres dans le domaine de la chirurgie générale, de transplantation et de chirurgie bariatrique. Il a lancé avec succès[réf. nécessaire] le premier programme de greffe du pancréas dans le sud-est de l'Angleterre. 
Il a été le rédacteur en chef de la revue chirurgicale International Surgery (2000-2011) et rédacteur en chef émérite du même journal (2011 à ce jour). Il fait partie du comité de rédaction de Transplantation Proceedings, Graft, Transplantation expérimentale et clinique. 
Il est l'ancien président de la section de transplantation de la Royal Society of Medicine. Il a représenté la Grande-Bretagne dans l'équipe internationale qui a effectué la première greffe de bras au monde et qui a eu lieu à Lyon en 1998.